# United States Joint Forces Command
Das United States Joint Forces Command (USJFCOM) war eines der Unified Combatant Commands der US-Streitkräfte. Es war neben dem US Special Operations Command (SOCOM) das einzige, welches sowohl über regionale als auch über funktionale Kompetenzen verfügte. Bis zum Oktober 1999 hieß es Atlantic Command. Der Kommandeur des JFCOM war von 2002 bis 2009 zugleich der Supreme Allied Commander Transformation der NATO. Sitz des Kommandos war Norfolk, Virginia.
JFCOM verfügte über 2.800 militärische und zivile Mitarbeiter. Hinzu kamen 3.000 freie Mitarbeiter, die zum Teil aus der Rüstungsindustrie stammten, mit der das Kommando Technologien zur weiteren Verzahnung der Streitkräfte entwickeln sollte.

## Geschichte

### Atlantic Command
JFCOM wurde 1947 als Atlantic Command im Rahmen des National Defense Act gegründet. Durch diese Mission waren vor allem Marines sowie Angehörige der Navy als Personal dominierend. Es hatte zunächst die Aufgaben eines reinen Regionalkommandos und war der US-Atlantikflotte vorgesetzt. Die Aufgaben waren vor allem defensiver Natur, da der strategische Hauptfeind, die Sowjetunion, über keine Überseeflotte im Atlantik verfügte. So oblag dem JFCOM vor allem die Sicherung der Handelswege, des Transports von Truppen und deren Versorgung sowie die Überwachung feindlicher U-Boot-Aktivitäten.
Die Bedeutung des Kommandos wuchs, als ihm im Laufe der 1950er Jahre immer mehr seegestützte Atomwaffen unterstellt wurden. Erster Krisenfall im Kommandogebiet war die Kubakrise im Jahre 1961. Mitte der 1970er Jahre wurden dem Kommando Reserveeinheiten zugewiesen.
Truppen, die dem Kommando unterstanden, intervenierten 1965 als Teil der Operation Power Pack in der Dominikanischen Republik. 27 US-Amerikaner starben bei dieser Operation. Nach der Präsidentschaftswahl 1966 wurden alle Truppen aus der Hauptstadt Santo Domingo abgezogen.
Im Jahre 1997 wurde die Karibik als Kommandogebiet dem US Southern Command zugeordnet.

### Jahrtausendwende
1999 galt der allgemeine Auftrag des Atlantic Command als überholt, da die Sowjetunion als Bedrohung entfallen war. Im neuen Namen spiegelte sich die Vordenkerfunktion wider. In dieser Rolle war das JFCOM mit der Umsetzung des Joint Vision 2020-Projektes beteiligt.
Am 9. August 2010 kündigte Verteidigungsminister Robert Gates an, dass das JFCOM aufgrund von Sparzwängen innerhalb eines Jahres aufgelöst und die Aufgaben an den Joint Staff abgegeben werden sollen. Zum 31. August 2011
wurde es offiziell aufgelöst.

## Auftrag und Zuständigkeit
Das Joint Forces Command hatte den Auftrag die Überwachung möglicher feindlicher Aktivitäten sowie den Schutz der Seewege im Atlantischen Ozean zu gewährleisten. Zudem spielte es eine tragende Rolle als Denkfabrik zur Weiterentwicklung des verbundenen Kampfes der Streitkräfte.

## Unterstellte Kommanden und Einheiten
Das JFCOM hatte vier Komponentenkommanden:
- US Army Forces Command (USFORTHCOM), Fort McPherson (Georgia)
- US Fleet Forces Command (USFLTFORCOM), Norfolk (Virginia)
- US Marine Corps Forces Command (MARFORCOM), Norfolk (Virginia)
- Air Combat Command (ACC), Langley Air Force Base, (Virginia)

Zudem waren acht weitere Dienststellen unterstellt:
- Joint Deployment Training Center (JDTC)
- Joint Communications Support Element (JCSE)
- Joint Fires Integration and Interoperability Team (JFIIT)
- Joint Personnel Recovery Agency (JPRA)
- Joint System Integration Command (JSIC)
- Joint Warfare Analysis Command (JWAC)
- Joint Transformation Command – Intelligence (JTC-I)
- Special Operations Command-Joint Forces Command (SOCJFCOM), Norfolk (Virginia)

## Befehlshaber
| Nr.     | Name                                      | Bilder | Beginn der Berufung                  | Ende der Berufung |
| ------- | ----------------------------------------- | ------ | ------------------------------------ | ----------------- |
| 6       | General Raymond T. Odierno (USA)          |        | 29. Oktober 2010                     | 31. August 2011   |
| Interim | Lieutenant General Keith M. Huber (USA)   |        | Juli/August 2010                     | 29. Oktober 2010  |
| 5       | General James N. Mattis (USMC)            |        | 9. November 2007                     | Juli/August 2010  |
| 4       | General Lance L. Smith (USAF)             |        | 10. November 2005                    | 9. November 2007  |
| Interim | Lieutenant General Robert W. Wagner (USA) |        | 1. August 2005                       | 10. November 2005 |
| 3       | Admiral Edmund P. Giambastiani (USN)      |        | 2. Oktober 2002                      | 1. August 2005    |
| 2       | General William F. Kernan (USA)           |        | 5. September 2000                    | 2. Oktober 2002   |
| 1       | Admiral Harold W. Gehman, Jr. (USN)       |        | 24. September 1997 (7. Oktober 1999) | 5. September 2000 |

Das US Joint Forces Command ging am 7. Oktober 1999 aus dem, am 1. Dezember 1947 aufgestellten, US Atlantic Command hervor. Letzter Kommandeur des US Atlantic Command seit dem 24. September 1997 und erster Kommandeur des US Joint Forces Command vom 7. Oktober 1999 bis zum 5. September 2000 war Admiral Harold W. Gehman, Jr.